# جغد هیمالیایی
جغد هیمالیایی (نام علمی: Strix nivicolum)، که همچنین به عنوان جغد جنگلی هیمالیایی شناخته می‌شود، جغدی از جنگل‌های آسیا، از هیمالیا تا کره و تایوان است. گاهی به عنوان زیرگونه جغد جنگلی در نظر گرفته می‌شود، اما به دلیل صدای متمایز، پرهای تیره‌تر و دم کوتاه‌تر، از آن گونه جدا می‌شود.